# سویودلو، جلیل‌آباد

جلیل آباد

سویودلو (به ترکی آذربایجانی: Söyüdlü) یک منطقه مسکونی در جمهوری آذربایجان است که در شهرستان جلیل‌آباد واقع شده است. سویودلو ۸۸۰ نفر جمعیت دارد.